# Frizzle Fry
Frizzle Fry is het eerste studioalbum van de band Primus. Het is uitgebracht in februari 1990 bij Caroline Records. In 2002 werd het album opnieuw uitgegeven samen met het album Suck on This.

## Tracklist
| 1.                 | "To Defy the Laws of Tradition"         | 6:42 |
| 2.                 | "Groundhog's Day"                       | 4:58 |
| 3.                 | "Too Many Puppies"                      | 3:57 |
| 4.                 | "Mr. Knowitall"                         | 3:51 |
| 5.                 | Frizzle Fry"                            | 6:04 |
| 6.                 | "John the Fisherman"                    | 3:37 |
| 7.                 | "You Can't Kill Michael Michael Malloy" | 0:25 |
| 8.                 | "The Toys Go Winding Down"              | 4:35 |
| 9.                 | "Pudding Time"                          | 4:08 |
| 10.                | "Sathington Willoby"                    | 0:24 |
| 11.                | "Spegetti Western"                      | 5:43 |
| 12.                | "Harold Of The Rocks"                   | 6:17 |
| 13.                | "To Defy"                               | 0:36 |
| Totale duur: 51:23 |                                         |      |

## Muzikanten

#### Primus
- Les ClaypoolLes Claypool - basgitaar, zang
- Larry "Ler" LaLonde - gitaren, synthesizer
- Tim "Herb" Alexander - drums, percussie

#### Aanvullende muzikanten
- Todd Huth - acoustische gitaar op "The Toys Go Winding Down"
- Stan Hearne - zang op "Harold Of The Rocks"